# Kelly Russell
Kelly Russell (7 de dezembro de 1986) é uma ruguebolista de sevens canadense, medalhista olímpica.

## Carreira
Kelly Russell integrou o elenco da Seleção Canadense Feminina de Rugby Sevens medalha de bronze na Rio 2016.